# Conestoga (razzo)
Il Conestoga è stato un razzo vettore progettato e realizzato dalla Space Services Inc. of America (SSIA) di Houston, in Texas. Originariamente costruito a partire dagli stadi un missile LGM-30 Minuteman con l'aggiunta di razzi ausiliari necessari al sollevamento di carichi più pesanti, il Conestoga è stato il primo razzo commerciale finanziato privatamente ma ha volato soltanto tre volte (una delle quali in una versione modificata) prima che il programma fosse abbandonato.

## Storia

### Percheron
All'inizio del 1980, David Hannah, fondatore e proprietario della SSIA (allora ancora chiamata solamente Space Services Inc., SSI), volendo realizzare un sistema di immissione in orbita di piccoli satelliti, decise inizialmente di utilizzare un progetto di razzo vettore a propellente liquido, denominato Percheron, realizzato da Gary Hudson, il quale avrebbe dovuto abbassare drasticamente il costo dei lanci spaziali. Il punto forte del progetto consisteva nel semplice motore a kerosene-ossidante alimentato per pressurizzazione dei serbatoi, che avrebbe permesso, come detto, di contenere i costi di realizzazione del veicolo. Nell'idea originaria, il veicolo di lancio finale sarebbe poi stato costituito da diversi Percheron assemblati a formare il primo stadio e da un secondo stadio. Dopo un anno di lavoro e circa 1,2 milioni di dollari spesi dalla SSIA per finanziare la GCH, l'azienda di Hudson, fu deciso di realizzare due test di accensione del motore del Percheron. I test, realizzati anche con lo scopo di trovare altri finanziatori, si tennero il 31 luglio 1981 sull'isola di Matagorda e furono preparati montando il motore su un razzo alto circa 16,5 m ma, per un errore nell'immissione del kerosene e un problema di tenuta (dopo un primo, fallimentare, test di tenuta dei serbatoi realizzato utilizzando dell'acqua, le saldature erano state rieseguite ma mai ritestate), questo andò a bagnare gli accenditori e il motore non si accese mai, così, dopo un'attenta analisi delle cause, si decise di effettuare un altro test il successivo 5 agosto. Quel giorno, però, andò ancora peggio poiché l'accensione andò buon fine ma il motore esplose proiettando il razzo, che, trattandosi solo di un test di accensione non avrebbe nemmeno dovuto decollare, a una quota di circa 75 m, fortunatamente senza causare feriti. Dopo il fallimento dei test, la SSIA cancellò ogni proposta di fusione che aveva fatto alla GCH e, dopo un confronto con la NASA, i suoi dirigenti decisero di focalizzarsi su razzi a propellente solido.

### Conestoga I

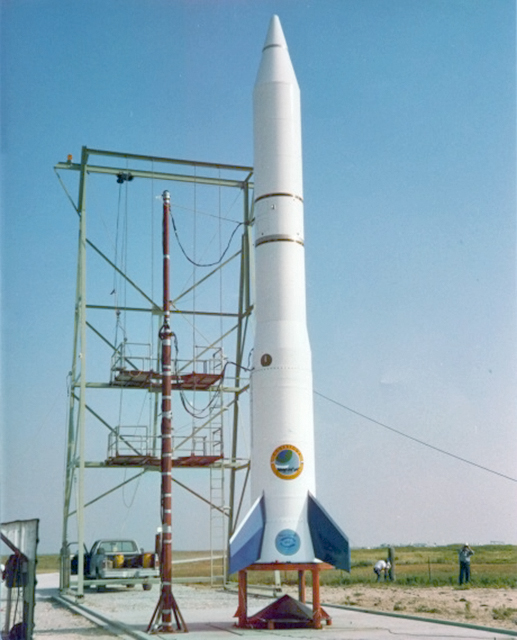
Il Conestoga I pronto per il lancio.

Dopo il fallimento del progetto Percheron, David Hannah assunse Deke Slayton, uno dei Mercury Seven, il gruppo di sette astronauti designati per il Programma Mercury, il quale aveva appena lasciato la NASA dopo aver terminato i test di convalida del sistema di atterraggio dello Space Shuttle e lo nominò presidente della SSIA. Dopodiché la SSIA acquistò dalla Space Vector, Inc. un razzo Aries realizzato a scopo di ricerca per la marina militare statunitense utilizzando il secondo stadio di un missile LGM-30 Minuteman, il quale a sua volta era stato noleggiato alla compagnia dalla NASA. La NASA era conscia del fatto che il razzo sarebbe andato perso ma, non potendolo vendere a privati per motivi burocratici e di sicurezza, lo noleggiò alla compagnia, con l'accordo che quest'ultima avrebbe pagato l'intero costo del razzo, 365000 dollari, se non fosse stata in grado di restituirlo funzionante. Il Conestoga I, così chiamato in riferimento ai carri Conestoga usati dai pionieri, fu quindi realizzato a partire da questo componente grazie a 6 milioni di dollari finanziati da 57 diversi privati e il primo test, sotto la direzione di Slayton, ebbe luogo il 9 settembre 1982, quando il missile, alto 11 m, decollò trasportando una zavorra da 500 kg che includeva 40 libbre d'acqua. Il carico fu trasportato per circa 516 km durante un volo sub-orbitale che durò 10,5 minuti e che raggiunse un'altitudine di 313 km e il Conestoga I diventò il primo missile finanziato privatamente a raggiungere lo spazio. Alla fine del test, il missile e il suo carico ricaddero nelle acque del Golfo del Messico.
Dopo aver dimostrato di essere in grado di lanciare un razzo nello spazio, nel 1985 la SSIA divenne la prima azienda a ottenere dal governo federale la licenza per poter effettivamente entrare nel mercato dei lanci commerciali e quattro anni dopo, nel 1989, effettuò un secondo lancio, il primo avente come carico due esperimenti scientifici, inerenti in particolare la microgravità, utilizzando un razzo-sonda Black Brant, a cui ne seguirono diversi altri.

### Conestoga 1620

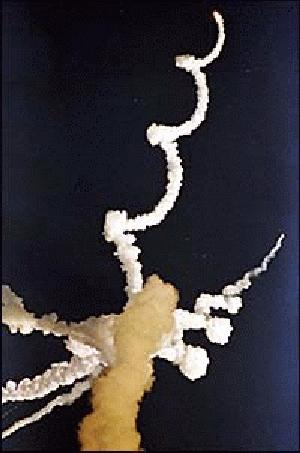
La distruzione del Conestoga 1620. Alcuni dei motori rimasero attivi anche dopo il termine del volo, come si può vedere dalle loro scie elicoidali.

Nel dicembre del 1990, quando ormai navigava in cattive acque a causa della concorrenza di NASA ed ESA e a causa della difficoltà a reperire nuovi finanziatori dopo il ritiro degli iniziali, la SSIA fu acquistata dalla EER Systems. Il progetto del veicolo di lancio fu quindi nuovamente modificato introducendo l'utilizzo di razzi ausiliari e motori Castor 4, la cui prima versione era stata sviluppata dalla Thiokol negli anni 1960 per essere utilizzata come motore del secondo stadio dei razzi Scout. Benché non avesse nulla in comune con il precedente, il nuovo progetto fu battezzato con lo stesso nome, "Conestoga", seguito da numero di quattro cifre che indicava la disposizione dei razzi ausiliari e il tipo di stadi che componevano il razzo centrale.
Nel maggio 1990 il Center for Space Transportation and Applied Research (CSTAR) propose alla NASA il proprio progetto di carico utile, il Commercial Experiment Transporter (COMET), che di fatto era costituito da una piattaforma satellitare standardizzata a basso costo composta da componenti sia orbitali che suborbitali. La durata della missione di un COMET sarebbe stata maggiore di quella dei razzi-sonda esistenti e la parte orbitale del volo sarebbe stata eseguita a volo libero, con gli strumenti dedicati agli esperimenti che non sarebbero stati disturbati, ad esempio, dai movimenti dell'equipaggio, come succedeva sullo Space Shuttle. Così, quando la NASA si trovò a dover affidare i diversi appalti, la Westinghouse fu incaricata di fornire la piattaforma satellitare e il modulo di servizio dove alloggiare gli esperimenti, la Space Industries Inc. costruì il modulo di rientro e la EER ottenne un contratto per la fornitura di diversi lanciatori Conestoga.
Ben presto il programma COMET iniziò a subire ritardi e i costi lievitarono e fu solo verso la fine del programma, nel frattempo ribattezzato METEOR, che un veicolo, affiancato da un lanciatore Conestoga 1620, fu finalmente pronto per il lancio. Il decollo del razzo era affidato a sei razzi ausiliari Castor, quattro 4A e due 4B, posti attorno al razzo centrale, un razzo multistadio, il cui primo stadio aveva un altro motore Castor 4B, mentre l'ultimo stadio del razzo centrale, avente il compito di mettere in orbita il satellite, era uno Star 48V realizzato sempre dalla Thiokol. Il carico del satellite era costituito da diversi esperimenti, tra cui uno riguardante l'esposizione di diversi materiali al rigido ambiente spaziale, uno riguardante la crescita di alcuni semi in un ambiente a microgravità e un altro inerente alla tracciatura GPS. Il satellite era inoltre dotato di una capsula che, dopo un certo numero di settimane passate in orbita, si sarebbe separata a comando dal corpo principale grazie a un piccolo retrorazzo e sarebbe rientrata sulla Terra per essere poi recuperata al largo della costa della Virginia.
Il lancio ebbe quindi luogo il 23 ottobre 1995 da una rampa posta all'estremità meridionale della base di lancio Wallops. Il veicolo decollò con successo ma esplose dopo 46 secondi di volo, distruggendo il carico. Le indagini della EER portarono l'azienda a sostenere che un'ignota sorgente di segnali a bassa frequenza aveva fatto sì che il sistema di guida effettuasse alcune correzioni alla rotta, correzioni che invece non erano necessarie e che causarono infine l'esaurimento del fluido idraulico da parte del sistema di sterzo. Dopo l'incidente, visto che la NASA aveva già deciso di negare ulteriori fondi al programma a causa degli iniziali ritardi, le EER decise di ritirarsi dal mercato dei razzi.
Gli asset della compagnia furono infine acquistati nel 2001 dalla L-3 Communications per 110 milioni di dollari.

## Versioni
A causa del progetto modulare del Conestoga, era possibile realizzare un ampio numero di configurazioni. La configurazione si poteva desumere dal numero della versione:
- La prima cifra si riferiva al motore dei razzi ausiliari;
- La seconda cifra era il numero di razzi ausiliari montati attorno allo stadio principale;
- La terza cifra si riferiva all'ultimo stadio (il primo dall'alto) utilizzato per mettere in orbita il carico;
- La quarta cifra si riferiva al penultimo stadio (il secondo dall'alto) utilizzato per mettere in orbita il carico;
- La quarta cifra era uno 0 nel caso in cui lo stadio deputato alla messa in orbita del carico fosse solo uno (è il caso del Conestoga 1620, che era privo dell'HMACS, uno stadio alimentato a idrazina che poteva essere aggiunto per aumentare le performance e l'accuratezza).

| Versione       | Stadi | Stadio 1         | Stadio 2       | Stadio 3       | Stadio 4 | Stadio 5 | Carico (kg) |
| -------------- | ----- | ---------------- | -------------- | -------------- | -------- | -------- | ----------- |
| Conestoga 1229 | 4     | 2 Castor-4B      | 1 Castor-4B    | Star-48V       | HMACS    | -        | 363 kg      |
| Conestoga 1379 | 4     | 3 Castor-4B      | 1 Castor-4B    | Star-63V       | HMACS    | -        | 770 kg      |
| Conestoga 1620 | 4     | 6 Castor-4A/B    | 2 Castor-4B    | 1 Castor-4B    | Star-48V | -        | 1179 kg     |
| Conestoga 1669 | 5     | 6 Castor-4A/B    | 2 Castor-4B    | 1 Castor-4B    | Star-63D | HMACS    | 1361 kg     |
| Conestoga 1679 | 5     | 6 Castor-4A/B    | 2 Castor-4B    | 1 Castor-4B    | Star-63V | HMACS    | 1497 kg     |
| Conestoga 3632 | 5     | 6 Castor-4A/B-XL | 2 Castor-4B-XL | 1 Castor-4B-XL | Orion-50 | Star-48V | 2141 kg     |

## Lanci
| Data/Ora (GMT)          | Razzo          | Sito di lancio     | Carico                        | Esito      | Apogeo | Note                              |
| ----------------------- | -------------- | ------------------ | ----------------------------- | ---------- | ------ | --------------------------------- |
| 5 agosto 1981           | Percheron      | Isola di Matagorda |                               | Fallimento | 0 km   | Esplosione sulla rampa.           |
| 9 settembre 1982, 15:12 | Conestoga 1    | Isola di Matagorda | 500 kg                        | Successo   | 313 km | [ 7 ]                             |
| 23 ottobre 1995, 22:02  | Conestoga 1620 | Isola Wallops      | Satellite sperimentale METEOR | Fallimento | 10 km  | Esaurimento del fluido idraulico. |